# Leona Lewis
Leona Louise Lewis (n. 3 aprilie 1985, Londra, Regatul Unit) este o cântăreață de muzică pop. Ea a devenit cunoscută în urma participării la emisiunea-concurs The X Factor, pe care a câștigat-o la finalul anului 2006.
Albumul de debut al interpretei, intitulat Spirit a stabilit noi recorduri mondiale, fiind comercializat în peste șase milioane de exemplare pe plan internațional. Cântecul „A Moment Like This” a fost descărcat de pe internet de peste 50.000 ori în primele treizeci de minute de la apariție, stabilind astfel un nou record în Regatul Unit. De asemenea, „Bleeding Love” este numit cel mai bine vândut single al anului 2007, cu aproape 1 milion de exemplare în evidențele din Marea Britanie și 3,5 milioane în S.U.A.. Vânzările înregistrate confirmă succesul interpretei, iar Lewis beneficiază de cel mai puternic debut al unei cântărețe engleze în Statele Unite ale Americii.
Cel de-al doilea album al interpretei, intitulat Echo, a debutat pe cea mai înaltă treaptă a clasamentului britanic și a primit două discuri de platină în Regatul Unit, semnificând vânzări de peste 600.000 de copii în regiunea respectivă. La finele anului 2009, Leona Lewis a înregistrat cântecul principal al coloanei sonore a filmului științifico-fantastic Avatar. Piesa, intitulată „I See You (Theme from Avatar)”, a fost nominalizată la Globul de Aur, la categoria „Cel mai bun cântec original”. Debutează ca actriță în 2014, în filmul Pe o rază de soare. În 2016 joacă pentru prima dată pe Broadway, interpretând rolul Grizabellei din producția Cats.
Având un timbru de mezzo-soprană, Lewis posedă o întindere vocală de aproximativ patru octave. Genurile muzicale abordate de Leona Lewis variază de la pop clasic până la R&B contemporan sau soul.
Leona Lewis este vegetariană de la vârsta de doisprezece ani, dar și o susținătoare a drepturilor animalelor iar pentru acțiunile caritabile întreprinse, interpreta a fost numită „Personalitatea anului 2008” de către PETA.

## Biografie

### Anii copilăriei (1985 — 2005)
Leona Louise Lewis s-a născut la data de 3 aprilie, 1985 în burgul londonez Islington. Este unul dintre cei trei copii ai cuplului format din ofițerului afro-caraibean de origine guianeză Josiah „Joe” Lewis și asistenta socială cu ascendenți galezi Marie Lewis, interpreta având doi frați, Kyle și Bradley. Din momentul în care Billie, vărul Leonei a murit la vârsta de paisprezece ani, având leucemie, interpreta a fost protejată intens de părinții săi. În copilărie părinții Leonei au remarcat înclinațiile acesteia spre domeniul muzical și au înscris-o la cursurile școlii locale Sylvia Young Theatre School. Ulterior, tânăra interpretă a frecventat cursurile Academiei Italia Conti și Școlii BRIT, până la vârsta de șaptesprezece ani, când părinții săi nu o mai puteau susține pe plan financiar.
În adolescență, Lewis a învățat să cânte la pian și chitară, iar primele sale piese le scria la vârsta de doisprezece ani, dorindu-și să devină o cântăreață profesionistă. Avându-le ca sursă de inspirație pe divele muzicii soul Minnie Riperton și Eva Cassidy, Lewis a participat la câteva concursuri muzicale, pe care le-a câștigat. După încheierea studiilor, Lewis a lucrat ca recepționistă și chelneriță pentru a-și putea plăti orele de înregistrări la un studio local. Concomitent, Lewis a continuat să scrie și înregistreze numeroase cântece, care au fost incluse pe un album demonstrativ, intitulat Twilight.
Deși până la vârsta de douăzeci de ani Lewis a compus și înregistrat un nou album demonstrativ, numit Best Kept Secret, interpreta nu a semnat un contract de management până la momentul respectiv. Din momentul în care cariera interpretei părea să intre într-un declin evident, Lewis a abandonat industria muzicală, până când, la insistențele iubitului său, ea a participat la preselecțiile concursului The X Factor.

### Era «The X Factor» (2006)
| "A Moment Like This"                                                                                      |
| |
| Discul single de debut al Leonei Lewis, intitulat „A Moment Like This” a stabilit noi recorduri mondiale. |

Leona Lewis alături de Ray Quinn, celalalt finalist al concursului muzical The X Factor, în momentul anunțării marelui câștigător.

În vara anului 2006 Leona Lewis a participat la audițiile concursului muzical The X Factor, interpretând șlagărul „Over the Rainbow”, al cântăreței americane Judy Garland. După încheierea audițiilor și stabilirea participanților, Lewis și-a făcut debutul în spectacolul de deschidere al celui de-al treilea sezon, pe data de 14 octombrie, 2006. Pe parcursul competiției, Lewis a avut interpretări intens aclamate de membrii juriului, format din Simon Cowell, Louis Walsh și Sharon Osbourne. Aceștia au comparat-o cu câteva dintre divele muzicii pop, precum Mariah Carey, Whitney Houston și Celine Dion.
În finala competiției, formația britanică Take That a însoțit-o pe Lewis pe scenă, interpretând alături de ea piesa „A Million Love Songs”. Ulterior, unul dintre membrii grupului, Gary Barlow, declara: „Această fată (Leona Lewis – n.n.) este probabil de cincizeci de ori mai talentată decât oricare alt concurent pe care concursul The X Factor avut vreodată.”. Fiind invitat în emisiunea televizată a lui Oprah Winfrey, Simon Cowell a mărturisit că pe parcursul competiției Lewis a evoluat considerabil, „transformându-se dintr-o cântăreață talentată într-un superstar.”.
La data de 16 decembrie 2006, Lewis a fost numită câștigătoarea concursului The X Factor, primind peste opt milioane de voturi din partea telespectatorilor. Premiul cel mare a constat în semnarea unui contract de management în valoare de un milion de lire sterline cu Syco, una dintre cele mai renumite case de discuri din Regatul Unit. La data de 17 decembrie a început comercializarea primului disc single ce poartă semnătura interpretei. Acesta reprezintă o preluare a șlagărului cântăreței americane Kelly Clarkson, „A Moment Like This”.

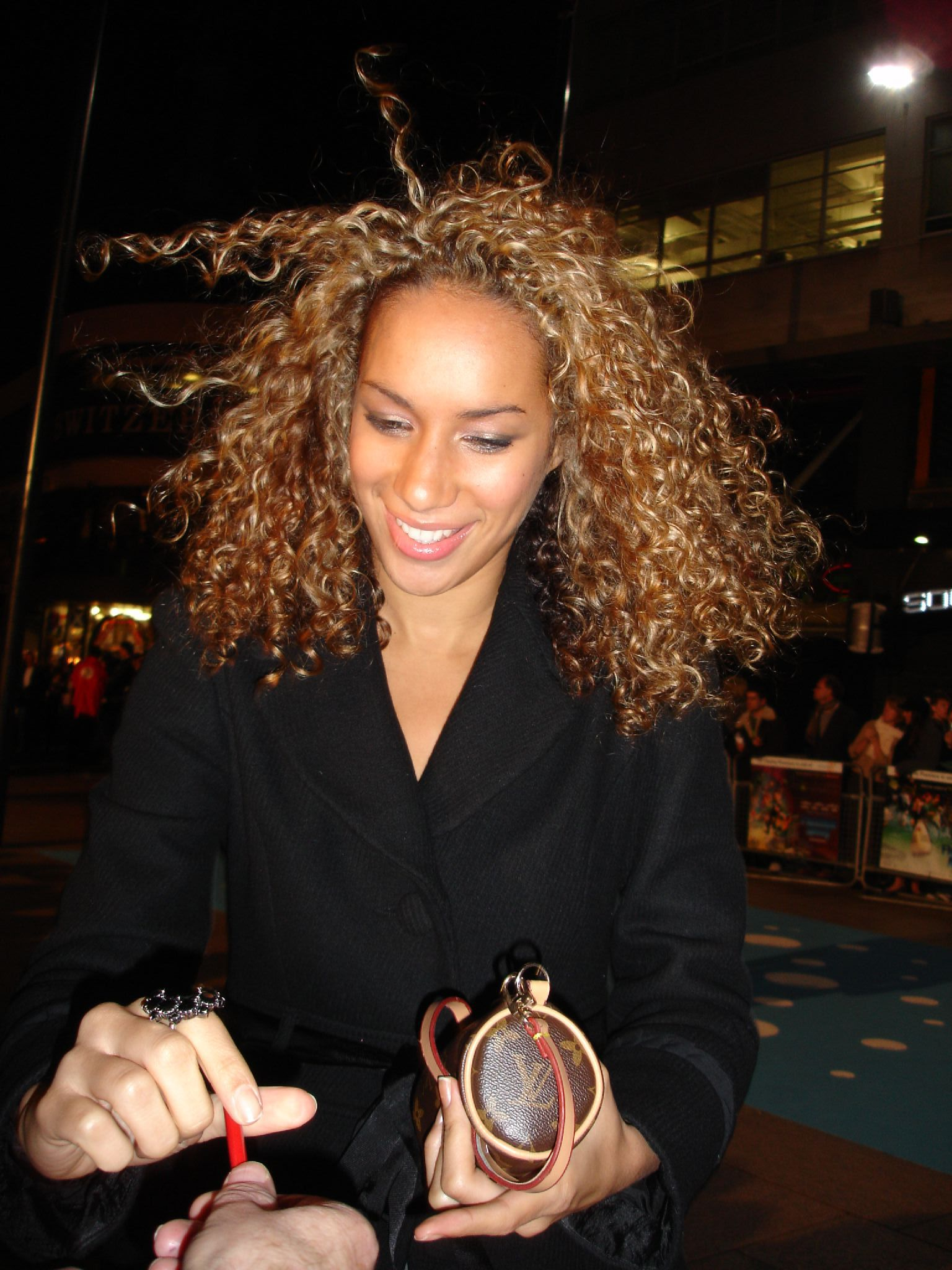
Leona Lewis în noiembrie 2006.

Cântecul a stabilit un nou record mondial, fiind descărcat digitale de peste 50.000 în primele treizeci de minute de la lansare. La data de 24 decembrie, „A Moment Like This” a câștigat prima poziție în clasamentul britanic UK Singles Chart, însumând 571,253 exemplare comercializate, cifră care depășea suma vânzărilor tuturor cântecelor prezente în top 40 la acel moment. Cântecul s-a bucurat de succes masiv în Regatul Unit, fiind comercializat în peste un milion de exemplare, fiind totodată și cea mai bine vândută piesă în domeniul digital din anul 2006.
La finele anului 2006, casa de discuri locală The Schizofreniks începea comercializarea unui disc EP, intitulat It's All for You. Produsul, înregistrat de Lewis înainte de a participa în concursul The X Factor, nu s-a bucurat de succes, nefiind promovat de interpretă.
La data de 16 ianuarie, 2007, piesa „A Moment Like This” a primit o nominalizare în cadrul premiilor BRIT la categoria „Cel mai bun cântec britanic”, iar la scurt timp a câștigat premiul Ivor Novello la aceeași categorie. În fembruarie, 2007 interpretei i-a fost oferit un contract pentru promovare în S.U.A.. Având o valoare estimată la cinci milioane de lire sterline, acesta angaja casa de discuri J Records să finanțeze și promoveze primele cinci albume de studio ale Leonei Lewis.

### Succesul internațional și «Spirit» (2007 — 2008)
În primăvara anului 2007, prin intermediul unui comunicat de presă, era confirmată colaborarea producătorilor Simon Cowell și Clive Davis în vederea înregistrării albumului de debut al interpretei. Ulterior, Leona Lewis a călătorit în S.U.A., unde a lucrat alături de producători muzicali cu renume precum Dallas Austin, Ryan Tedder și Jesse McCartney.
La data de 22 octombrie începe comercializarea cântecului „Bleeding Love” în Marea Britanie, disc single care anticipează lansarea primului album al interpretei, intitulat Spirit. Ambele discuri obțin succes, iar Spirit este vândut în peste 375.000 de exemplare în prima săptămână, ulterior primind nouă discuri de platină pentru trei milioane de copii comercializate în Regatul Unit. De asemenea, „Bleeding Love” este numit cel mai bine vândut single al anului 2007, cu aproape 1 milion de exemplare în evidențele din Marea Britanie și 3,5 milioane în S.U.A.. Vânzările înregistrate confirmă succesul interpretei, iar Lewis beneficiază de cel mai puternic debut al unei cântărețe engleze în Statele Unite ale Americii.
Ulterior „Bleeding Love” a devenit un hit în întreaga lume, câștigând prima poziție din clasamentele de specialitate din treizeci și patru de țări. Albumul Spirit a primit recenzii favorabile din partea criticilor de specialitate, care au apreciat abilitățile vocale ale interpretei, dar care au criticat banalitatea produsului discografic.
Primăvara anului 2008 este etapa lansării la nivel internațional a albumului Spirit, simultan cu publicarea celui de-al doilea disc single al interpretei, compus din două cântece, „Better in Time” și „Footprints in the Sand”. La scurt timp Leona Lewis devine primul interpret britanic care câștigă poziția întâi în prestigiosul clasament Billboard 200, având în promovare albumul de debut. Spirit primește discul de platină în Statele Unite, înregistrând vănzări de peste un milion de exemplare. Versiunea distribuită în America de Nord conține două piese diferite față de versiunea standard: „Forgive Me” și „Misses Glass”, cântece considerate a fi mai potrivite pentru publicul american.
În cursul anului 2008, pentru a promova albumul Spirit, Leona Lewis a participat la câteva festivalul de renume din San Remo, dar și la concertul organizat în onoarea lui Nelson Mandela, care a împlinit la data de 18 iunie vârsta de nouăzeci de ani. De asemenea, Lewis a apărut într-un episod al competiției muzicale American Idol, iar ulterior în cadrul premiilor MTV Asia Awards, unde a primit un premiu la categoria „Debutul anului”.

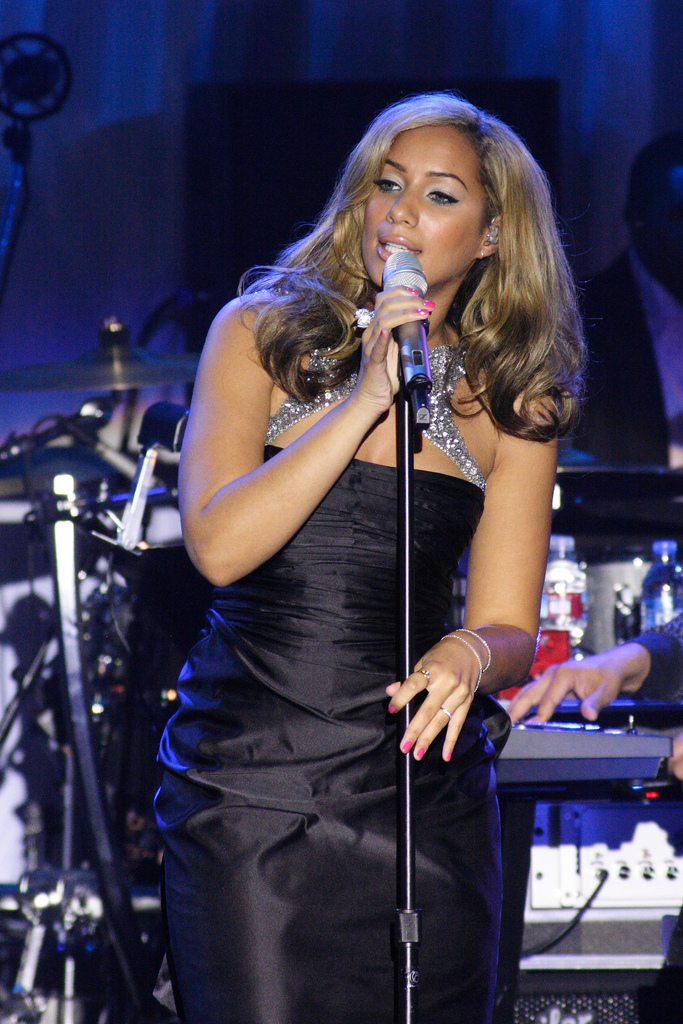
Leona Lewis în concert (Los Angeles, 7 feb. 2009).

La data de 24 august 2008, Lewis a interpretat melodia „Whole Lotta Love” împreună cu Jimmy Page în cadrul ceremoniei de închidere a Jocurilor Olimpice de vară de la Beijing, apariția celor doi reprezentând tranziția dintre Beijing și Londra.
Leona Lewis a înregistrat un cântec în scopuri caritabile, alături de alte paisprezece interprete cunoscute, cum ar fi Beyoncé Knowles, Carrie Underwood, Keyshia Cole, Mariah Carey, Natasha Bedingfield sau Rihanna. Piesa, intitulată „Just Stand Up!”, face parte din campania „Stand Up To Cancer” și a fost interpretată în cadrul evenimentului Fashion Rocks 2008. După lansarea cântecului în format digital, single-ul a atins poziția cu numărul 11 în Billboard Hot 100.
Începând cu data de 3 noiembrie 2008 este comercializat cântecul „Forgive Me”, anticipând astfel lansarea versiunii de lux a albumului de debut, Spirit. Cântecul s-a bucurat de succes în Europa, ajutând albumul de proveniență să rămână în clasamentele de specialitate pentru mai multe săptămâni consecutive. La finele anului 2008 este lansat următorul disc single al interpretei, intitulat „Run”, o preluare a unui șlagăr lansat anterior de formația britanică Snow Patrol. Fiind disponibilă doar în format digital, piesa a stabilit un nou record, fiind comercializată în peste 69.000 de exemplare în primele două zile de la lansare. Ulterior, „Run” a câștigat prima poziție în clasamentele de specialitate din Anglia și Irlanda și a primit discul de platină.
Datorită vânzărilor ridicate și a popularității dobândite de albumul Spirit, Leona Lewis a obținut patru nominalizări în cadrul premiilor BRIT, dar câștigă și câteva alte premii precum „Cea mai bună interpretă britanică”, oferit la gala Premiilor Capital 2008. La data de 8 decembrie Lewis primește trei nominalizări la Premiile Grammy — „Înregistrarea anului” și „Cea mai bună voce pop feminină” pentru „Bleeding Love”, respectiv „Albumul anului” pentru Spirit.
La data de 9 ianuarie 2009 este lansat cel de-al șaselea cântec de pe albumul Spirit. Intitulat „I Will Be”, discul single este o preluare a unei piese înregistrate anterior de cântăreața canadiană Avril Lavigne. Piesa s-a bucurat de succes moderat în America de Nord, iar pentru a o promova, Lewis a avut o apariție specială în emisiunea Late Show with David Letterman.

### «Echo» și primul turneu internațional (2009 — 2010)
Unul dintre albumele demonstrative înregistrate de Leona Lewis înainte de participarea la emisiunea The X Factor, intitulat Best Kept Secret, a început să fie comercializat în S.U.A. în ianuarie 2009, fără a beneficia de promovare. Concomitent interpreta a lucrat în Los Angeles alături de producători cu renume precum Justin Timberlake și Ryan Tedder, alături de care a pus bazele noului său album de studio. La data de 15 septembrie 2009 are loc lansarea cântecului „Happy” în Regatul Unit, disc single care anticipează lansarea celui de-al doilea album al interpretei, intitulat Echo. Pentru a promova piesa, Lewis a susținut un recital în cadrul concertului VH1 Divas și a avut o interpretare în finala concursului America's Got Talent. La scurt timp cântecul „Happy” a devenit un hit, ocupând poziții înalte în clasamentele de specialitate din Europa.
La data de 9 noiembrie 2009, cel de-al doilea album al interpretei, Echo, a început să fie comercializat pe plan internațional. Discul a debutat pe locul întâi în clasamentul britanic, fiind comercializat în prima săptămână de la lansare în aproximativ 161.000 de exemplare. La scurt timp albumul a primit două discuri de platină în Regatul Unit, semnificând vânzări de peste 600.000 de copii în respectiva regiune.

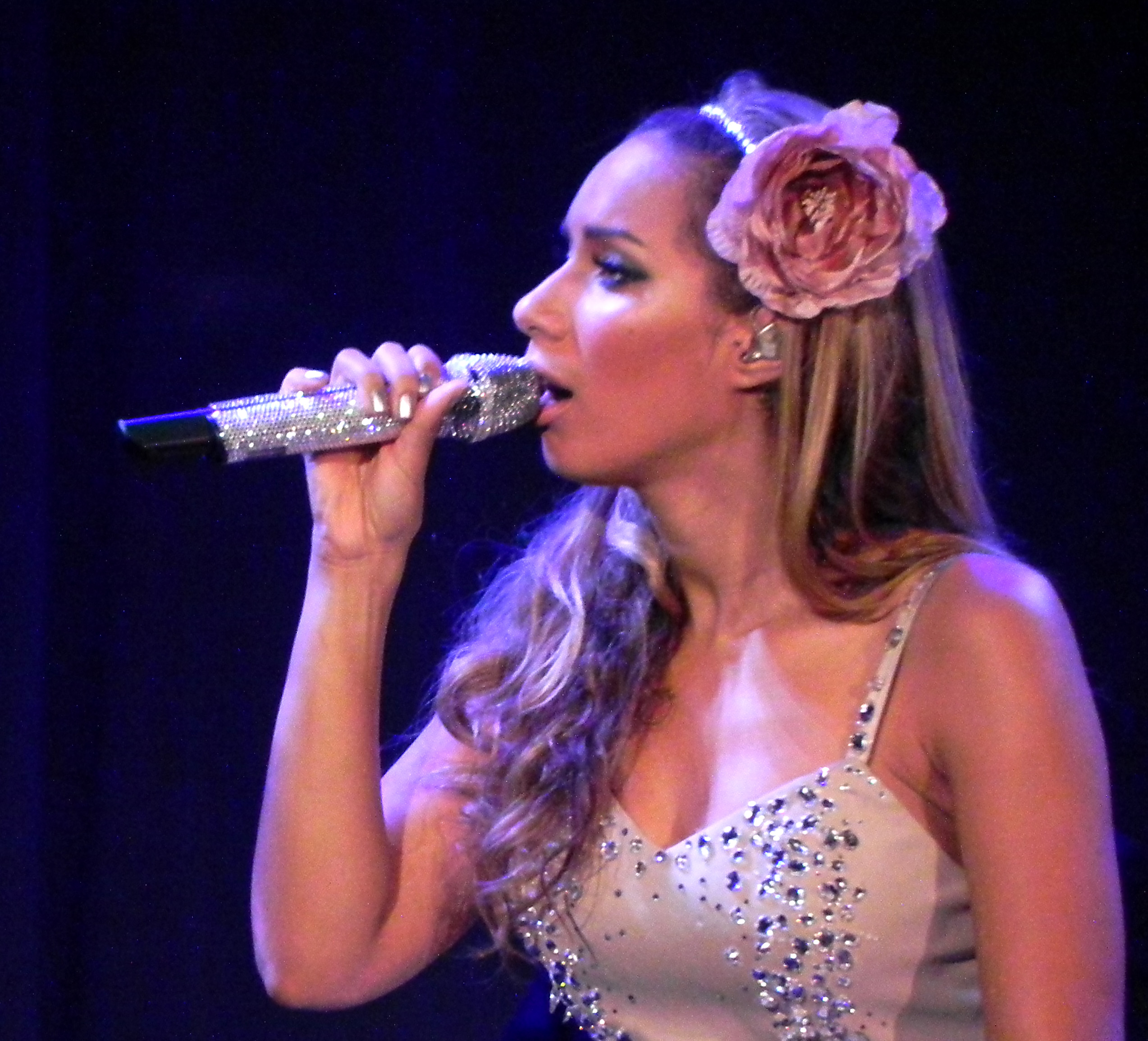
Leona Lewis în timpul turneului The Labyrinth (2 iunie 2010).

Albumul Echo a fost lansat în S.U.A. la data de 17 noiembrie, iar recenziile criticilor de specialitate au fost favorabile, discul fiind aclamat pentru variațiile sale stilistice. La începutul lunii decembrie a început comercializarea celui de-al doilea disc single al materialului Echo, intitulat „I Got You”, iar pentru a-l promova Lewis a avut o apariție în emisiunea Late Night with David Letterman. La finele anului 2009, Leona Lewis a lucrat alături de James Horner și Simon Franglen, alături de care a înregistrat principala piesă a coloanei sonore dedicate filmului științifico-fantastic Avatar. Piesa, intitulată „I See You (Theme from Avatar)”, a fost nominalizată la Globul de Aur, la categoria „Cel mai bun cântec original”.
În ianuarie 2010 Leona Lewis a înregistrat un cântec în scopuri caritabile alături de douăzeci și doi de interpreți cu renume precum Mariah Carey, Susan Boyle, Kylie Minogue sau Robbie Williams. Piesa, intitulată „Everybody Hurts”, a făcut parte din campania „Helping Haiti” și a devenit un hit la scurt timp de la data lansării, câștigând cele mai înalte trepte ale clasamentelor de specialitate din Regatul Unit și Irlanda. În luna aprilie a aceluiași an interpreta imprima un duet în compania cântărețului italian Biagio Antonacci; compoziția, intitulată „Inaspettata (Unexpected)”, a fost extrasă pe disc single și promovată printr-o apariție în emisiunea televizată Io Canto.
Pentru a promova cele două materiale discografice lansate până în momentul respectiv (albumele de studio Spirit și Echo), Leona Lewis s-a îmbarcat în primul său turneu în perioada mai-iulie 2010. Purtând numele The Labyrinth, turneul a fost inspirat de filmul cu același nume, a fost format dintr-o serie de douăzeci de concerte și s-a bucurat de succes critic și comercial. La data de 29 noiembrie 2010 apare primul album în concert al cântăreței, The Labyrinth Tour – Live from The O2, disponibil în format CD și DVD. În luna decembrie a aceluiași an piesa „I See You (Theme from Avatar)” primea o nominalizare la Premiile Grammy, categoria „Cel mai bun cântec scris pentru un film sau o televiziune”.

### «Glassheart» și «Hurt: The EP» (2011 — 2013)

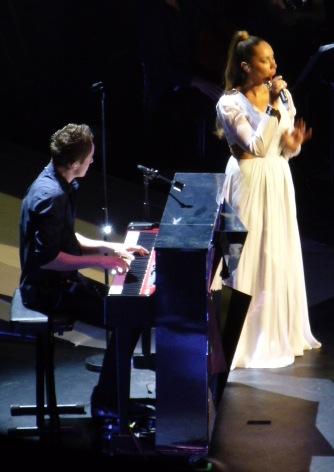
Lewis interpretând un cover al piesei „Locked Out of Heaven” la Royal Albert Hall, în timpul turneului Glassheart, mai 2013

În primăvara anului 2011 Leona Lewis începea sesiunile de înregistrare pentru un nou album de studio, printre producătorii implicați în acest proiect numărându-se Ryan Tedder, Dallas Austin sau Ne-Yo. Ulterior interpreta declara că noul material va fi „diferit față de ce au auzit în trecut oamenii din partea sa”, iar presa specula că Lewis ar putea aborda muzica dance-dubstep. Pe 26 august Lewis anunța că albumul va purta numele Glassheart, va fi lansat în noiembrie și va fi precedat de un disc single intitulat „Collide”. Cântecul a fost lansat la data de 4 septembrie, a primit recenzii favorabile din partea publicațiilor de specialitate, însă nu s-a bucurat de succesul scontat, obținând poziții notabile doar în clasamentele din Regatul Unit și Irlanda. În aceeași perioadă DJ-ul suedez Avicii o acuza pe interpretă de plagiat asupra uneia dintre piesele sale, „Penguin”; Conflictul a fost rezolvat în instanță, Avicii primind drepturi de autor asupra cântecului. La finele lunii septembrie Lewis a anunțat amânarea albumului Glassheart și a declarat că a „găsit noi surse de inspirație”; ea a menționat că va continua să înregistreze noi piese, lansarea discului urmând să aibă loc în primăvara anului 2012. La data de 9 decembrie 2011 Leona Lewis a lansat primul său disc disc EP, intitulat Hurt; conținând trei preluări ale unor piese britanice de succes, materialul a primit recenzii favorabile din partea recenzorilor și a fost catalogat drept „o colecție sobră dar frumoasă”.
Albumul Glassheart a fost lansat la data de 26 martie 2012 prin intermediul casei de discuri Syco. În februarie 2013, Lewis a părăsit firma care o impresaria, Modest! Management. Tot atunci a anunțat că va începe înregistrările la cel de-al patrulea album de studio al ei, care va fi lansat la sfârșitul anului 2013. În Julie 2013, Lewis a dezvăluit faptul că albumul va fi o colecție de cântece de Crăciun „cu influențe Motown” și că va conține atât piese clasice, cât și originale. Albumul, intitulat Christmas, with Love, a fost lansat la 2 decembrie 2013, iar primul single de pe acesta, „One More Sleep”, a fost lansat la 5 noiembrie 2013. Lewis a interpretat piesa și în semifinala The X Factor din 8 decembrie 2013.

### «Walking on Sunshine», «I Am» și debutul pe Broadway (2014 — prezent)

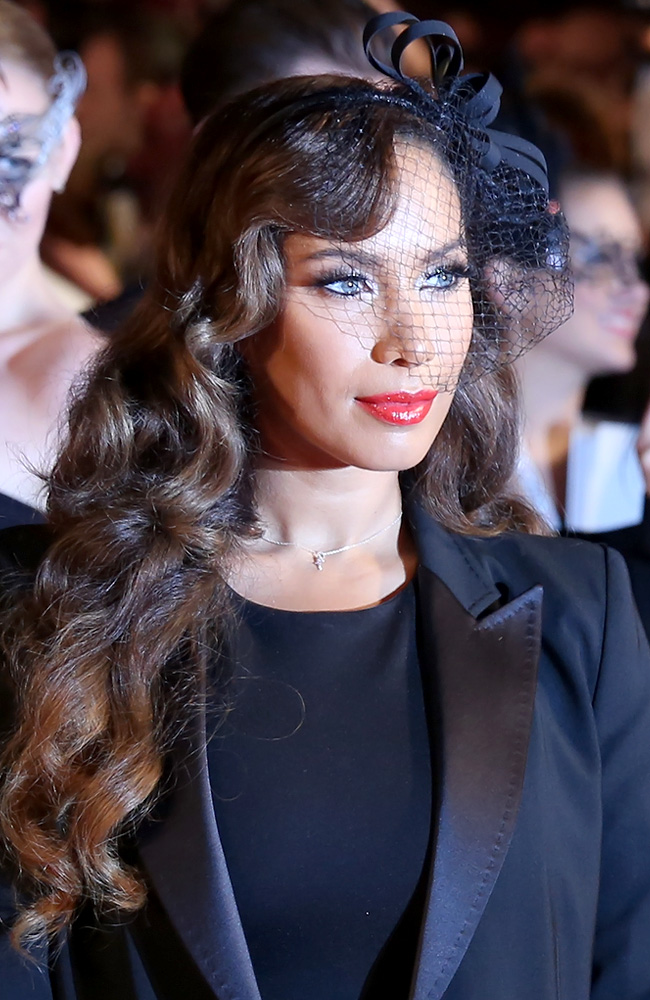
Lewis la Life Ball 2014 din Viena.

La 23 septembrie 2013, s-a anunțat că Lewis va juca în Holiday!, un film musical inspirat din muzica anilor '80. În februarie 2014, filmul a fost redenumit în Walking on Sunshine, fiind lansat la 27 iunie 2014. Între timp, Lewis a înregistrat un duet cu Michael Bolton intitulat „Ain't No Mountain High Enough”. Piesa face parte de pe albumul cu același nume lansat în Regatul Unit la 5 mai 2014. Pe 17 mai 2014, la Finala Cupei Angliei, Lewis a interpretat două cântece: imnul „Abide with Me”, care se cântă de regulă înaintea fiecărui meci, și imnul național. Pe 27 mai, la World Music Awards 2014, Lewis a cântat un cover după „La La La” alături de Naughty Boy, piesă interpretată inițial de Naughty Boy în colaborare cu Sam Smith.
Pe 3 iunie, Simon Cowell a anunțat că Lewis va părăsi casa de discuri Syco Music după șapte ani. Lewis semnase deja cu Island Records UK, parte a Universal Music Group. La 11 septembrie 2015 artista lansează albumul I Am, de pe care au fost extrase trei discuri single: „Fire Under My Feet”, „I Am” și „Thunder”. Albumul a avut parte de recenzii pozitive din partea criticilor, însă a avut încasări mai slabe ca precedentul album, cu numai 8.500 de exemplare vândute în prima săptămână, față de 27.000 câte a avut „Glassheart”.
Pe 26 mai 2016, s-a anunțat faptul că Lewis va debuta pe Broadway, jucând rolul Grizabellei din Cats, regizat de Andrew Lloyd Webber începând cu iulie 2016. A renunțat la rol după patru luni, pe 9 octombrie 2016. În iunie 2016 Lewis își reziliază contractul cu Island Records, declarând că „ceva n-a mers.” Mai târziu în acea lună, a lansat piesa „(We All Are) Looking for Home”, un single caritabil creat în colaborare cu Diane Warren pentru fundația canină Vanderpump, prin care se opunea Festivalului cărnii de câine din Yulin. În 2017, Lewis a semnat un contract de modelling contract cu Wilhelmina Models. În decembrie 2017, Lewis a cântat în onoarea lui Lionel Richie la ce-a de-a 40-a ediție a Kennedy Center Honors.
În februarie 2018, Leona Lewis a colaborat cu Calum Scott la relansarea piesei „You Are the Reason” ca duet. A ajuns până pe poziția a 43-a în Regatul Unit, intrând și în clasamente din Europa, Statele Unite și Noua Zeelandă. A primit discul de argint din partea BPI și de aur de la RIAA. În mai 2018 Lewis a cântat la National Memorial Day Concert din Washington D.C. În iunie 2018, a colaborat cu Pitbull la „Amore”, cântec de pe coloana sonoră a filmului Gotti din 2018. În octombrie 2018, Lewis a interpretat piesa „Headlights”, produsă de Hellberg. În noiembrie 2018, Lewis a cântat la cea de-a 92-a paradă de Ziua Recunoștinței organizată de Macy's în New York. În decembrie 2018, Lewis a interpretat într-un duet piesa de Crăciun „One More Sleep” la emisiunea The X Factor care a avut loc pe Wembley Arena din Londra. Cântecul a reintrat în UK Singles Chart pe poziția a opta.
În februarie 2019, Lewis a apărut în șase episoade ale serialului The Oath al Sony Crackle. În martie 2019, Lewis a interpretat Endless Love cu Miguel, împărțind scena cu Lionel Richie, Ne-yo și Shania Twain la gala The Power of Love, care strângea fonduri pentru Clinica Cleveland. În mai 2019, s-a dat publicității faptul că Lewis va fi unul din invitații emisiunii Songland difuzată de NBC, prin care se caută noi textieri.

## Simțul artistic

### Calitățile vocale și interpretative
Încă de la debutul său din emisiunea The X Factor, Leona Lewis a stârnit interesul juriului prin intermediul calităților sale vocale și interpretative, iar ziarele din Regatul Unit nu au ezitat să o compare pe aceasta cu celebre cântărețe contemporane precum Mariah Carey sau Whitney Houston. Având un timbru caracteristic mezzo-sopranelor, Lewis posedă o întindere vocală care însumează aproximativ patru octave. Criticul muzical Neil McCormick afirma că Lewis are abilitatea de a cânta piese variate, susținând că „Ea are capacitatea de a interpreta melodii, de la impunătoarele note grave până la cele mai înalte note în falset, alunecând cu eleganță și cu un control impresionant prin toate unduirile și modulațiile acelor melodii.”
Majoritatea criticilor de specialitate au aclamat calitățile interpretative ale cântăreței, însă unii jurnaliști i-au numit vocea „impresionant de flexibilă, dar lipsită de tărie și stil”. De asemenea, recenzorii albumului Spirit criticau lipsa de personalitate a Leonei astfel: „a fi capabil să cânți totul bine este doar jumătatea plină a paharului, iar dacă personalitatea [Leonei] este prezentă [pe disc], atunci este foarte bine ascunsă.”
În primăvara anului 2008 interpreta a suferit o infecție puternică în gât cauzată de o amigdalită netratată corespunzător. Deși medicii au sfătuit-o în prealabil să facă o pauză și să se odihnească, aceasta nu a putut urma recomandările acestora din cauza programului încărcat. Ulterior, fiind speriată de faptul că și-ar putea pierde vocea, Lewis și-a format un program strict înaintea concertelor.

### Stilul muzical și influențe
Genurile muzicale abordate de Leona Lewis variază de la pop clasic până la RnB contemporan sau soul. Motivul omniprezent în cântecele interpretei este dragostea, teme precum feminismul, senzualitatea și dramatismul apărând și ele frecvent în materialele discografice ale acesteia. Albumul de debut al interpretei, intitulat Spirit, a fost recomandat „persoanelor care iubesc baladele”, conținutul său variind de la cel mai sofisticat cântec, „Bleeding Love”, până la compoziții „ușor aspre” precum „Whatever It Takes” sau „Take A Bow”. Odată cu lansarea discului single „Run”, Lewis a explorat orizonturile muzicii pop-rock, prin interpretarea sa valorificând întrega capacitate emoțională a versurilor.
Cel de-al doilea material discografic al Leonei Lewis, intitulat Echo, se înclină mai mult spre stilul muzical soft rock față de albumul de debut, care are o orientare preponderent R&B. Conform recenziei făcute de jurnalistul Nick Levine, punctul culminant al discului, din punct de vedere emoțional, o surprinde pe „Lewis tânguindu-se «Salvează-mă!» pe un fond sonor ridicol de tensionat, sprijinit și de un cor, în cântecul «Broken».” Deși majoritatea cântecelor sale sunt balade sau compoziții lente, Leona Lewis interpretează și compoziții influențate de muzica dance și R&B contemporană, cele mai elocvente exemple fiind „Forgive Me” și „Outta My Head”.

## Viața privată

### Interese personale
Leona Lewis este vegetariană de la vârsta de doisprezece ani, dar și o susținătoare a drepturilor animalelor. Interpreta a mărturisit că nu poartă „haine, pantofi sau poșete din piele”, fiind numită de Organizația Pentru Protecția Animalelor „cea mai sexy vegetariană” din lume în anii 2008 și 2009. În toamna anului 2008, afaceristul egiptean Mohamed Al-Fayed i-a oferit interpretei suma de un milion de lire sterline, pentru a deschide sezonul reducerilor în magazinele sale, însă Lewis a refuzat propunerea pentru că unul dintre aceste magazine comercializa haine confecționate din piele naturală. Pentru acțiunile sale, Leona Lewis a fost numită „Personalitatea anului 2008” de către PETA.
În vara anului 2009 interpreta i-a oferit unui bărbat 100 de dolari în schimbul iepurelui pe care îl plimba în lesă pe o stradă din Londra. Ulterior, Lewis s-a alăturat unei campanii a Societății Mondiale pentru Protecția Animalelor, filmând un videoclip de promovare. Interpreta își motiva alegerea făcută astfel: „Un motiv pentru care animalele sunt atât de vulnerabile la cruzime este acela că nu există un acord universal între națiuni care să confirme faptul că animalele suferă și simt durerea. Campania pentru o declarație universlă pentru bunăstarea animalelor ar putea fi începutul sfârșitului cruzimii asupra animalelor din întreaga lume.”.
În toamna anului 2009 cântăreței i s-a oferit suma de un milion de lire sterline pentru a apărea într-un pictorial al revistei Playboy din America, însă Lewis a refuzat propunerea. În octombrie 2009, Muzeul Madame Tussaud's din Londra a dezvăluit statuia de ceară a interpretei, care a fost realizată în patru luni, iar costurile de producție s-au ridicat la suma de 150.000 de lire sterline.
La data de 14 octombrie 2009, Leona Lewis a lansat o autobiografie ilustrată, intitulată Dreams. În timpul lansării, eveniment care a avut loc într-o librărie din Londra, interpreta a fost agresată de Peter Kowalczyk, un bărbat în vârstă de douăzeci și nouă de ani. Conform martorilor, acesta a lovit-o cu pumnul în față pe Lewis, iar la scurt timp el a fost mobilizat de către garzile de corp, deși râdea isteric. Ulterior bărbatul a fost internat într-un ospiciu pentru o perioadă nedeterminată de timp.
Pe parcursul anului 2009 Leona Lewis s-a implicat în producerea primului său parfum. Intitulat „Leona Lewis — Eau de Parfum”, produsul a început să fie comercializat în cea de-a doua jumătate a anului, conținând aromă de mandarine și lemn de cedru. La finele anului 2009 Lewis își anunța intenția de a lansa o linie vestimentară ecologică, alături de Stella McCartney; proiectul va căpăta contur pe parcursul anului 2010.

### Viața de cuplu
Leona Lewis a fost implicată într-o relație de lungă durată cu Lou Al-Chamaa, un electrician pe care îl cunoaște de la vârsta de unsprezece ani. Într-un interviu acordat publicației Daily Mirror interpreta a mărturisit că ea și Al-Chamaa au fost prieteni buni în copilărie, iar adolescența și-au petrecut-o pe acceași stradă și în aceleași locuri. Interpreta are tatuate la încheietura mâinii stângi câteva litere și simboluri ebraice, simbolizând relația celor doi. Fiind întrebată ce reprezintă tatuajul, Lewis a preferat să nu dezvăluie semnificația acestuia, numindu-l „ceva extrem de privat”. Într-un interviu acordat unei publicații, la finele anului 2009, Lewis mărturisea că, după ce a câștigat concursul The X Factor, relația sa cu Lou Al-Chamaa a trecut prin câteva momente dificile; de asemenea, interpreta se declara nesigură de această relație. Cei doi concubini s-au despărțit în iunie 2010 din cauza lipsei de comunicare și a programului încărcat al Leonei Lewis.

## Discografie
| - Spirit (2007) - Echo (2009) - Glassheart (2012) - Christmas, with Love (2013) - I Am (2015) | - Twilight (2004) - Best Kept Secret (2007) - The Labyrinth Tour – Live from The O2 (2010) - Hurt: The EP (2011) |

### Cântece clasate pe locul 1
| 2007 | „A Moment Like This” | Spirit                                    | 1 | —  | —  | —  | —  |
| 2008 | „Bleeding Love”      | Spirit                                    | 1 | 1  | 1  | 1  | 1  |
| 2008 | „Run”                | Spirit                                    | 1 | 78 | 1  | 15 | 81 |
| 2010 | „Everybody Hurts”    | Parte a campaniei umanitare Helping Haiti | 1 | 28 | 23 | 16 | —  |
|      |                      | Total                                     | 4 | 1  | 2  | 1  | 1  |

## Premii și nominalizări
| Premiile Grammy |                                                             |         |                 |              |                 |
| Anul            | Categoria                                                   | Genul   | Discul          | Rezultatul   | Referință       |
| 2009            | Înregistrarea anului                                        | General | „Bleeding Love” | Nominalizare | [ 110 ] [ 111 ] |
| 2009            | Cea mai bună interpretă                                     | Pop     | „Bleeding Love” | Nominalizare | [ 110 ] [ 111 ] |
| 2009            | Cel mai bun album                                           | Pop     | Spirit          | Nominalizare | [ 110 ] [ 111 ] |
| 2010            | „Cel mai bun cântec scris pentru un film sau o televiziune” | General | „I See You”     | Nominalizare | [ 150 ]         |